# Bi Jinhao
Bi Jinhao (毕津浩S; Dalian, 5 gennaio 1991) è un calciatore cinese, attaccante dello Shanghai Shenhua.

## Carriera

### Club
Bi Jinhao ha iniziato la propria carriera nelle giovanili del Dalian Shide, per poi trasferirsi nel settore giovanile del Boavista FC in Portogallo tra il 2010 e il 2011. Ha debuttato tra i professionisti nel 2008 con la squadra satellite Dalian Shide Siwu, partecipando al campionato di Singapore.
Nel 2011 ha giocato con il Leça FC, club portoghese di terza divisione, segnando una rete in otto presenze. Tornato in Cina, ha firmato per l’Henan Jianye, dove ha giocato fino al 2016, collezionando oltre cinquanta presenze in Chinese Super League.
Dal 2016 milita nello Shanghai Shenhua, con cui ha continuato la propria carriera nel massimo campionato cinese.

### Nazionale
A livello internazionale, ha esordito con la Nazionale di calcio della Cina nel 2015, collezionando una presenza.

## Palmarès

### Competizioni nazionali
- Coppa della Cina: 1

Shanghai Shenhua: 2017